# European Photography
European Photography, mit Sitz in Berlin, ist ein unabhängiges Kunstmagazin für internationale zeitgenössische Fotografie und neue Medien. Sie wurde von dem deutschen Künstler Andreas Müller-Pohle gegründet und wird von ihm herausgegeben.

## Geschichte
European Photography erschien erstmals 1980 als Vierteljahreszeitschrift in deutscher und englischer Sprache. Jede Ausgabe widmete sich einem Schwerpunktthema und berichtete darüber hinaus über internationale Fotoinitiativen, Ausstellungen und Buchveröffentlichungen. Dabei stützte sie sich auf ein internationales Netzwerk von Fotografen, Kritikern und Kuratoren. Eine Beschränkung auf europäische Themen gab es nur in den ersten Ausgaben; spätestens 1985, so Müller-Pohle, hatte sich der Titel der Zeitschrift „vom Wörtlichen zum Metaphorischen gewandelt: Europa bedeutet Transnationalismus, Pluralismus, Vielfalt.“
Neben der Präsentation aktueller fotografischer Positionen war die Zeitschrift maßgeblich an der theoretischen und programmatischen Debatte über das Medium Fotografie beteiligt und hat diese nachhaltig mitgeprägt. Wichtige Autoren waren, neben Andreas Müller-Pohle, Jean-Claude Lemagny, Derek Bennett, Boris Groys, Hubertus von Amelunxen, Joachim Schmid und Vilém Flusser.
1982 gab der Verlag den European Photo Galleries Guide heraus, von dem bis 2003 sieben weitere jeweils aktualisierte und sukzessive erweiterte Ausgaben unter dem Titel European Photography Guide folgten. Die Herausgeber bezeichneten die letzte, achte Ausgabe, das Gemeinschaftswerk von über vierzig Korrespondenten in 34 Ländern, als „das umfassendste Nachschlagewerk über die Foto- und Kunstszene in Europa, das je veröffentlicht wurde.“
1983 erschien als erste theoretische Buchveröffentlichung der Essay Für eine Philosophie der Fotografie des Medien- und Kulturphilosophen Vilém Flusser, den Andreas Müller-Pohle zwei Jahre zuvor auf einem Symposium in Düsseldorf kennengelernt hatte und der zu einem regelmäßigen Kolumnisten der Zeitschrift wurde. Eine englische Übersetzung brachte der Verlag 1984 unter dem Titel Towards a Philosophy of Photography heraus. Die Zusammenarbeit mit Flusser setzte sich bis zu dessen Tod im Jahre 1991 auf vielfältige Weise fort, insbesondere als Kolumnist für European Photography („Reflections“) und als Autor der zehnbändigen, von Müller-Pohle herausgegebenen Edition Flusser.
Ebenfalls 1983 übernahm European Photography die Zeitschrift Print Letter, die 1976 von Marco Misani in Zürich gegründet worden war und die sich an Galerien, Museen und Sammler richtete. Sie wurde in European Photography bis 1989 als eigenständige Rubrik fortgeführt und im Impressum letztmals 1995 erwähnt.
1993 stellte European Photography die Erscheinungsweise von viertel- auf halbjährlich um, nun mit neuem Format (24 × 30 cm) und Umfang (84 Seiten).
2004 wechselte der Verlagssitz von Göttingen nach Berlin.

## Ausgewählte Ausgaben
- Series –Cycle –Sequence –Tableau (Nr. 1, 1980)
- Contemporary Trends I: Visualism (Nr. 3, 1980)
- Contemporary Trends II: Conceptual Photography (Nr. 4, 1980)
- Contemporary Trends III: Documentary Photography (Nr. 6, 1981)
- Immigrants (Nr. 8, 1981)
- Edited by… (Nr. 18, 1984)
- Photography: Today⁄Tomorrow I (Nr. 21, 1985)
- Photography: Today⁄Tomorrow II (Nr. 22, 1985)
- Narrative in North America (Nr. 24, 1985)
- Dutch Staged Photography (Nr. 31, 1987)
- Ten Years Later (Nr. 40, 1989)
- Deutschfoto (Ost) (Nr. 46, 1991)
- Vilém Flusser Issue (Nr. 50, 1992)
- Artist’s Cookbook (Nr. 62, 1997)
- goEurope: The Kaleidoscopic Eye (Nr. 68, 2000)
- Photography and Water (Nr. 75, 2004)
- Photography in China (Nr. 76, 2004)
- Contemporary U.S. Photography (Nr. 87, 2010)
- Net Photography (Nr. 88, 2010)
- Photography and Privacy (Nr. 90, 2011)
- Retro-Photography (Nr. 94, 2013)
- The Photographic Figure (Nr. 97, 2015)
- Urbanics – Urban Photography (Nr. 98, 2015)
- Why Hong Kong? (Nr. 99, 2016)
- Talking Photography – 100 Pictures that Tell a Story (Nr. 100, 2016)
- Photo-Phenomenology: Points of View (Nr. 103, 2018)
- Travel: The Outside Perspective (Nr. 104, 2018)
- Fortieth Anniversary Issue (Nr. 105, 2019)
- The Environmental Issue (Nr. 106, 2019)
- Ideologies (No. 109, 2021)